# Pentasteron sordidum
Pentasteron sordidum är en spindelart som beskrevs av Baehr och Rudy Jocqué 200. Pentasteron sordidum ingår i släktet Pentasteron och familjen Zodariidae.
Artens utbredningsområde är New South Wales. Inga underarter finns listade i Catalogue of Life.